# Datem del Marañón
Datem del Marañón is een provincie in de regio Loreto in Peru. De provincie heeft een oppervlakte van 46.610 km² en telt 64.060 inwoners (2015). De hoofdplaats van de provincie is het district Barranca.

## Bestuurlijke indeling
De provincie Datem del Marañón is verdeeld in zes districten, UBIGEO tussen haakjes:
- (160706) Andoas
- (160701) Barranca, hoofdplaats van de provincie
- (160702) Cahuapanas
- (160703) Manseriche
- (160704) Morona
- (160705) Pastaza

Alto Amazonas · Datem del Marañón · Loreto · Mariscal Ramón Castilla · Maynas · Putumayo · Requena · Ucayali